# Urbano II
Urbano II (Lagery, 1042-Roma, 29 de julio de 1099) fue el 159.º papa de la Iglesia católica de 1088 a 1099, en oposición al antipapa Clemente III (1080-1100). Sucedió al reformista Gregorio VII en plena querella de las Investiduras entre el Papado y el Sacro Imperio Romano Germánico, conflicto que se superponía con la regeneración de la Iglesia, a causa de la práctica por entonces generalizada de la simonía, el nicolaísmo y el nepotismo.
Es conocido por su predicación de la Primera Cruzada (1096-1099) para la recuperación de Tierra Santa, por entonces bajo dominio musulmán, aunque murió antes de la culminación de esta con la toma de Jerusalén. También reformó la administración pontificia y estableció la Curia Romana en su forma actual. Es venerado como beato en la Iglesia católica.

## Biografía

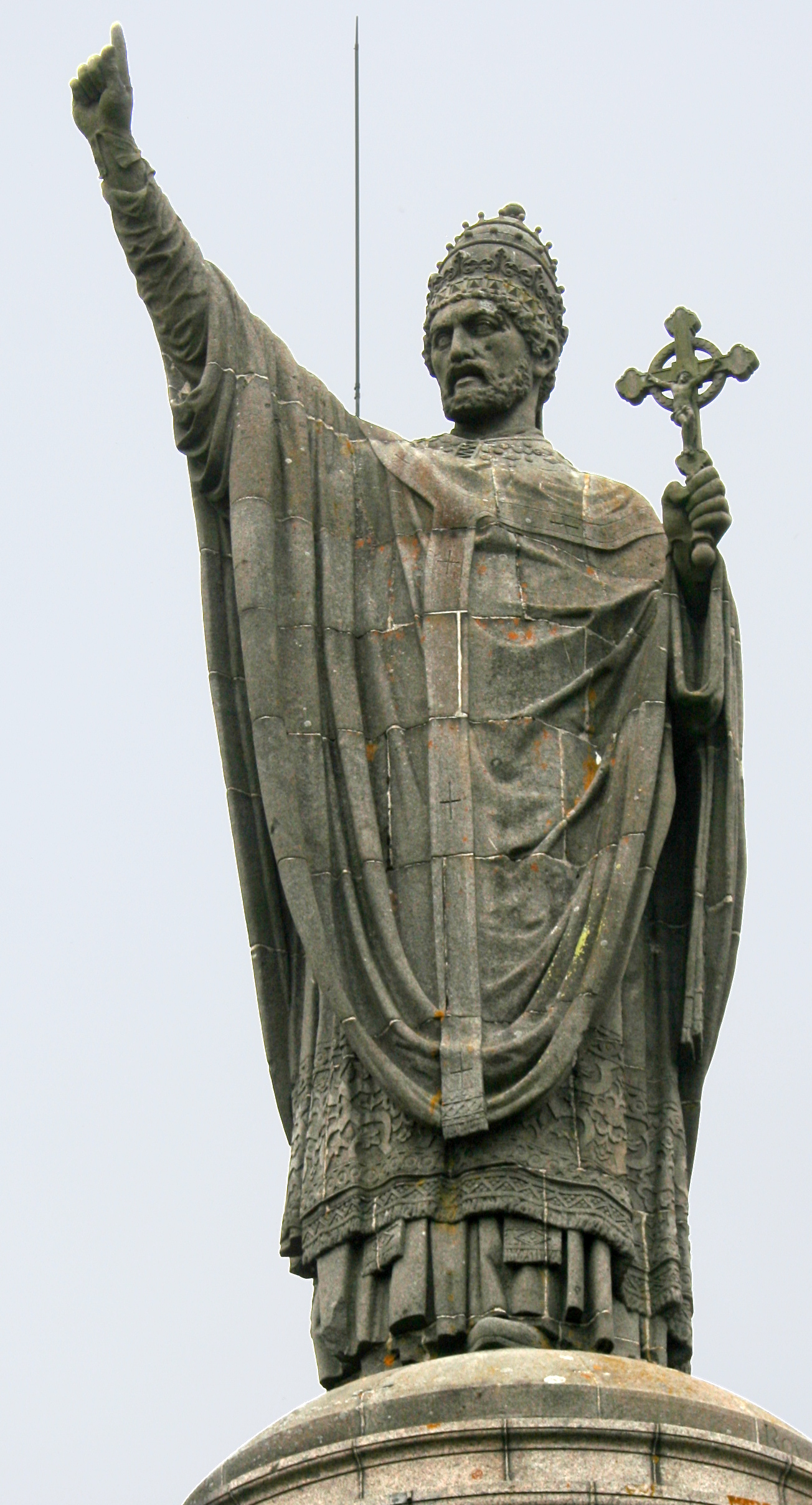
Estatua de Urbano II en Châtillon-sur-Marne, su probable localidad natal.

### Primeros años
Nacido con el nombre de Odo (también escrito Eudes, Otto, Otho u Odón) en Lagery, cerca de Châtillon-sur-Marne, Reino de Francia en 1042, era de ascendencia noble. 
Cursó educación eclesiástica e ingresó en la Orden Benedictina, desempeñando su primer cargo como archidiácono de Reims. 
Bajo la influencia de su maestro, Bruno de Colonia, ingresó en el monasterio de Cluny, del que llegó a ser prior. En 1078, el papa Gregorio VII le llamó a la península italiana, donde fue nombrado cardenal obispo de Ostia. También se convirtió entonces en asistente y principal consejero del papa Gregorio VII.
El entonces Odo de Lagery se destacó desde el primer momento como uno de los más firmes defensores de la reforma gregoriana, especialmente en el puesto de legado papal en el Sacro Imperio Romano Germánico que desempeñó entre 1083 y 1085. Su primer choque con el emperador del Sacro Imperio Romano Germánico se produjo en 1083, cuando Enrique IV de Alemania le mandó encarcelar durante un breve periodo de tiempo. 
Destacado en Sajonia en 1085, se encargó de que la mayoría de las sedes fueran ocupadas por clérigos partidarios de Gregorio VII.

## Pontificado

### Ascenso al poder
Ya entonces se le comenzó a considerar uno de los posibles sucesores de Gregorio VII, aunque a la muerte de este, en 1086, el elegido para sucederle fue Desiderio, abad de Montecassino, que dirigió la Iglesia de Roma bajo el nombre de Víctor III durante los dos años siguientes y con quien Odo de Lagery se había enfrentado en un principio. Finalmente, Odo fue elegido papa por unanimidad el 12 de marzo de 1088, tras un pequeño concilio celebrado en Terracina, una montañosa región situada a poca distancia de Roma. Se dice que tanto Gregorio VII como Víctor III, con el que se había reconciliado, le propusieron como su sucesor antes de morir. En su proclamación eligió el nombre de Urbano II.

#### Conflictos por el poder

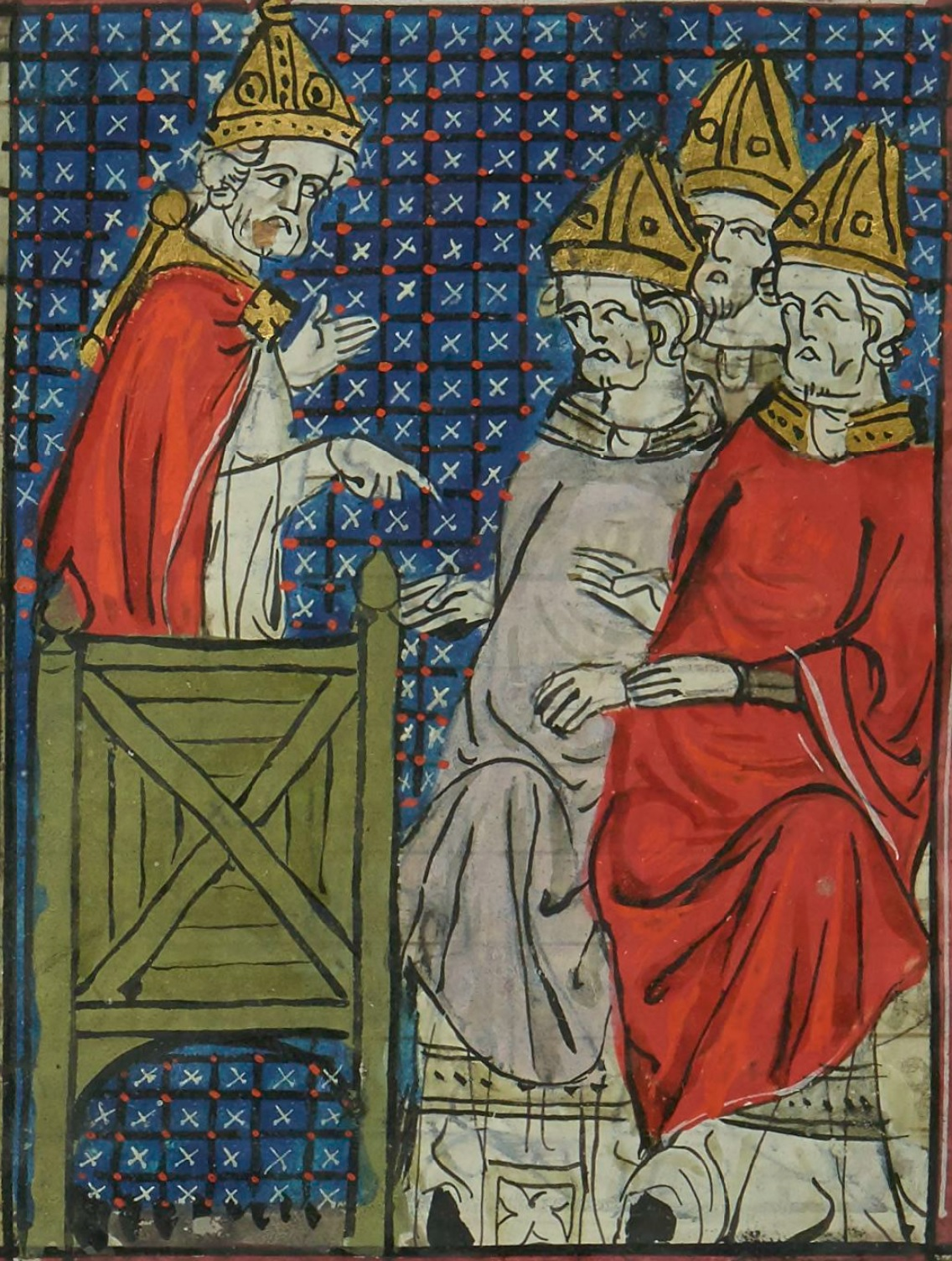
Urbano II en Clermont (miniatura del)

Desde el primer momento, Urbano II se manifestó como un estricto continuador de la política llevada a cabo por Gregorio VII, llegando a decir en su primer acto como Pontífice que "todo lo que él rechazaba, yo lo rechazo, lo que él condenaba, yo lo condeno, lo que él amaba, yo lo abrazo, lo que él consideraba como verdadero, yo lo confirmo y apruebo". Su llegada a Roma se vio complicada por la fuerte oposición del emperador del Sacro Imperio Romano Germánico y el antipapa Clemente III, que había ocupado la ciudad. Sin embargo, consiguió el apoyo de los normandos de Roger I tras una visita relámpago a Troina, Sicilia, lo que le permitió entrar definitivamente en Roma, aunque debió combatir durante tres días con las tropas del antipapa antes de poder llegar a la Basílica de San Pedro. Durante este difícil acceso al solio, Urbano excomulgó a Clemente III y al emperador Enrique IV, que se había aliado con él.
En los años siguientes Urbano II trató de recuperar su antigua esfera de influencia en el imperio, en clara confrontación con el emperador germánico. Para ello, casó a la condesa viuda Matilde de Toscana con el duque Güelfo II de Baviera, de apenas dieciocho años, con el fin de que unieran sus fuerzas en la guerra contra Enrique IV en el norte de Italia. También sancionó que no se podía obligar a los eclesiásticos a jurar fidelidad a autoridades laicas, lo que tendría grandes consecuencias en siglos posteriores. A pesar de estos esfuerzos, en 1089 se vio obligado a abandonar Roma, que volvió a ser ocupada por Clemente III, y pasó los tres años siguientes convocando diversos sínodos en Amalfi, Benevento y Troia, en los que adoptó medidas contra la simonía, la ley de las investiduras y el matrimonio de eclesiásticos. En 1093 el papa se unió a la Liga Lombarda en su apoyo a la coronación como Rey de Italia de Conrado II de Italia, hijo del emperador Enrique IV, mediante la que este trataba de arrebatar el gobierno de la península italiana a su padre. 
En 1094 Urbano II regresó a la sede pontificia de Roma gracias a la ayuda financiera ofrecida por el abad francés Geoffroi de Vendôme. Asimismo, fondos recibidos de las regiones de Apulia, Calabria y Sicilia permitieron la toma del Castillo de Sant'Angelo en agosto de 1098 gracias al soborno.
En 1095, Urbano II excomulgó también al rey de los francos Felipe I de Francia, debido a que este había abandonado a su esposa Berta de Holanda para casarse a continuación con Bertrada de Montfort.

#### La Primera Cruzada

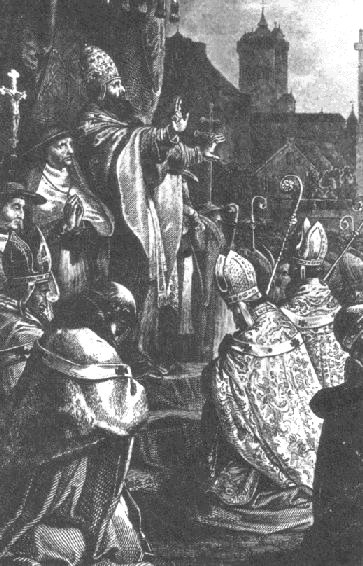
Prédica de la Primera Cruzada por Urbano II en el Concilio de Clermont, según una ilustración de Gustave Doré.

La idea de una alianza militar entre todos los países de la Europa cristiana con el fin de atacar a un enemigo común, hasta entonces inaudita, comenzó a gestarse en marzo de 1095, durante el Concilio de Piacenza. Ante una nutrida concentración de obispos franceses, borgoñones e italianos (su número era tal que la reunión tuvo que realizarse a las afueras de la ciudad), Urbano II recibió la visita de un embajador del emperador del Imperio bizantino Alejo I Comneno, que pidió ayuda contra los turcos selyúcidas. Estos habían derrotado estrepitosamente a los bizantinos en la Batalla de Manzikert (1071) y a partir de 1073 se habían hecho con el control del interior de Anatolia, que hasta entonces había sido la principal área de producción de cereales, caballos y jinetes del Imperio bizantino. Desde allí amenazaban con expulsar a los bizantinos de sus escasas posesiones restantes en las costas de la península.
Sin embargo, Urbano II no se limitó a garantizar su apoyo a los bizantinos y pronto concibió la idea de recuperar Jerusalén y el resto de Tierra Santa de los selyúcidas. En noviembre de 1095 convocó el Concilio de Clermont, al que acudieron en su mayor parte clérigos de origen francés, con el fin de dar a conocer su proyecto. Urbano II consideraba que todo aquel que participase podría expiar la pena temporal de los pecados ya perdonados cuya pena eterna (llamada culpa) ya había sido perdonada, es decir, sería una acción meritoria. Diferentes versiones del discurso de Urbano II en Clermont han sido traducidos al inglés y al español.
Al año siguiente partió una nutrida expedición de caballeros, soldados, clérigos y campesinos europeos hacia Oriente. La mayoría eran franceses (razón por la cual el francés se convertiría en la lingua franca de los cruzados y sus futuros estados en Oriente Próximo), aunque también había normandos, loreneses y flamencos en gran número. Dirigidos por Godofredo de Bouillón, Balduino de Flandes, Roberto II de Normandía y Raimundo de Tolosa entre otros, los cruzados llegaron a Constantinopla, tomaron Nicea, expulsaron lentamente a los turcos de Anatolia (que fue devuelta a los bizantinos) hasta llegar a Antioquía y una vez conquistada esta, se dirigieron hacia el sur para poner sitio a Jerusalén, la meta de la aventura. Urbano II procuró mantenerse informado de los avances de la empresa tan pronto como fuera posible, pero murió finalmente en Roma el 29 de julio de 1099, 14 días después de que los cruzados pudieran superar las defensas musulmanas y recuperar definitivamente Jerusalén, si bien la buena noticia no le llegó en vida. Su sucesor en el trono pontificio fue Pascual II.

#### La catolización de Sicilia y Campania
Casi tan ambiciosa como la proclamación de la Primera Cruzada en Oriente fue la política de Urbano II de catolizar el sur de la península itálica y Sicilia, cuya población era mayoritariamente cristiana a pesar del dominio musulmán sobre algunos territorios. Esta catolización fue tal ya que, a causa del Cisma de Oriente, la mayoría de los habitantes de estas regiones, no reconocían al Sumo pontífice de Roma sino al de patriarca de Constantinopla y seguían el rito griego en lugar del latino. En Sicilia, tras varios siglos de dominación musulmana hasta su conquista por los normandos en 1061, existía también una pequeña comunidad de sumisión.
El proceso consistió en su mayor parte, por tanto, en una sustitución de la influencia de la Iglesia ortodoxa en la zona por la de la Iglesia Romana, objetivo que Urbano II consiguió gracias a sus buenas relaciones con los normandos que administraban el país. Estas se reforzaron a partir de 1098 con la concesión de varias prerrogativas extraordinarias al conde Roger I de Sicilia, que lo capacitaron entre otras cosas para nombrar obispos y cobrar las rentas de las iglesias construidas en la región. Este poder convirtió a Roger en una especie de legado papal en sus tierras, y con el tiempo llegaría a considerarse a los reyes de Nápoles y Sicilia casi como feudatarios del Papa (lo que influiría fuertemente en los  posteriores enfrentamientos entre Francia y Aragón por el dominio del territorio).
En Sicilia se construyeron varias iglesias, se delimitaron nuevas diócesis y se definió una nueva jerarquía eclesiástica local desde cero. Por su parte, Adelaida del Vasto, la esposa de Roger I, dirigió personalmente la emigración de campesinos del valle del Po a la zona este de la isla, hasta entonces poco poblada.

## Beatificación
Existen ciertos indicios de la existencia de culto a la figura de Urbano II desde poco después de su muerte. Así, por ejemplo, entre las figuras dibujadas en el ábside del oratorio del Palacio de Letrán, construido por Calixto II, puede verse un retrato de Urbano bajo el que se incluye el rótulo de Sanctus Urbanus Secundus ("San Urbano II"). Dicha figura aparece coronada por una nube cuadrada y situada a los pies de la Virgen María.
A pesar de esto, la beatificación no fue propuesta formalmente hasta que el arzobispo de Reims presentó la causa correspondiente en 1878. El 14 de julio de 1881, el papa León XIII dio su aprobación a la propuesta y beatificó a Urbano II.

## Urbano II en la cultura popular
En la llamada Garcineida, sátira contra la corrupción de la Curia Romana y obra contemporánea al propio papa Urbano II, el pontífice es dibujado con los peores trazos posibles, como un personaje glotón y concupiscente.